# 饶州路
饶州路，元朝时设置的路。
至元十四年（1277年）升饶州置，治所在鄱阳县（今属江西省），属江浙行省。辖境相当今江西省鄱江流域（婺源县除外）和信江下游地区。至正二十一年（1361年），朱元璋改为鄱阳府。